# Petőháza
Petőháza là một thị trấn thuộc hạt Győr-Moson-Sopron, Hungary. Thị trấn này có diện tích 2,64 km², dân số năm 2010 là 1067 người, mật độ 404 người/km².